# سورکول (شهرک)
سورکول (به قزاقی: Sorkol) یک منطقهٔ مسکونی در قزاقستان است که در شهرستان قزل‌قوغه واقع شده‌است. سورکول ۱۵۱ نفر جمعیت دارد.